# NGC 3162
NGC 3162 је спирална галаксија у сазвежђу Лав која се налази на NGC листи објеката дубоког неба.
Деклинација објекта је + 22° 44' 14" а ректасцензија 10h 13m 31,5s. Привидна величина (магнитуда) објекта NGC 3162 износи 11,4 а фотографска магнитуда 12,2. Налази се на удаљености од 22,2000 милиона парсека од Сунца. NGC 3162 је још познат и под ознакама NGC 3575, UGC 5510, MCG 4-24-19, CGCG 123-26, IRAS 10107+2259, PGC 29800.